# 11105 Puchnarová
11105 Puchnarová là một tiểu hành tinh vành đai chính với chu kỳ quỹ đạo là 1633.8260817 ngày (4.47 năm).
Nó được phát hiện ngày 24 tháng 10 năm 1995.